# Stereopathetic Soulmanure
Stereopathetic Soulmanure é o segundo álbum de estúdio do cantor Beck, lançado abril de 1994.
Em julho de 2008, o disco tinha vendido 146 mil cópias nos Estados Unidos.

## Faixas
Todas as músicas por Beck, exceto onde aanotado.
1. "Pink Noise (Rock Me Amadeus)" – 2:57
2. "Rowboat" – 3:45
3. "Thunder Peel" – 1:48
4. "Waitin' for a Train" (Jimmie Rodgers) – 1:08
5. "The Spirit Moves Me" – 2:10
6. "Crystal Clear (Beer)" – 2:29
7. "No Money No Honey" – 2:13
8. "'8.6.82'" – 0:37
9. "Total Soul Future (Eat It)" – 1:48
10. "One Foot in the Grave" – 2:14
11. "Aphid Manure Heist" – 1:29
12. "Today Has Been a Fucked Up Day" – 2:34
13. " "Rollins Power Sauce" " – 1:54
14. "Puttin It Down" – 2:23
15. "'11.6.45'" – 0:30
16. "Cut 1/2 Blues" – 2:37
17. "Jagermeister Pie" – 1:07
18. "Ozzy" – 2:05
19. "Dead Wild Cat" – 0:25
20. "Satan Gave Me a Taco" – 3:46
21. "'8.4.82'" – 0:26
22. "Tasergun" – 3:51
23. "Modesto" – 3:27